# Antonie Biel

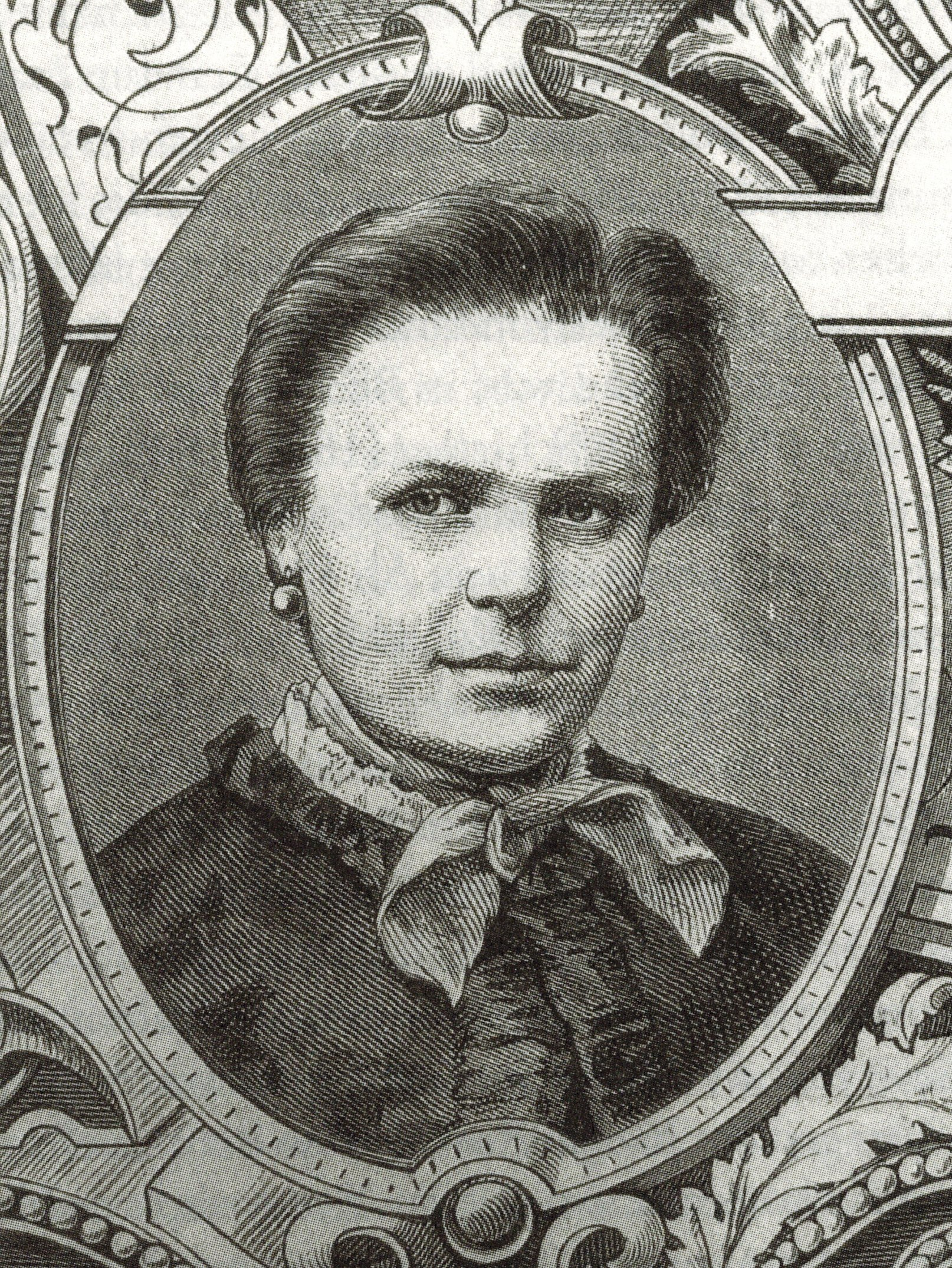
Antonie Biel

Sophie Antonie Biel (* 31. Januar 1830 in Stralsund; † 2. April 1880 in Berlin) war eine deutsche Malerin.
Antonie Biel schuf innerhalb von etwa 30 Jahren, von denen die letzten 15 bis 20 Jahre ihres Lebens als die produktivsten und schöpferischsten angesehen werden können, eine Vielzahl von Küstenlandschaften und Marinen, deren Motive der Ost- und Nordsee entlehnt waren. Sie zeichneten sich durch Tiefe und Wahrheit der Empfindung und eine charakteristische Wiedergabe des Beobachteten bei aller Schlichtheit und Einfachheit der malerischen Behandlung aus.

## Leben

### Kindheit

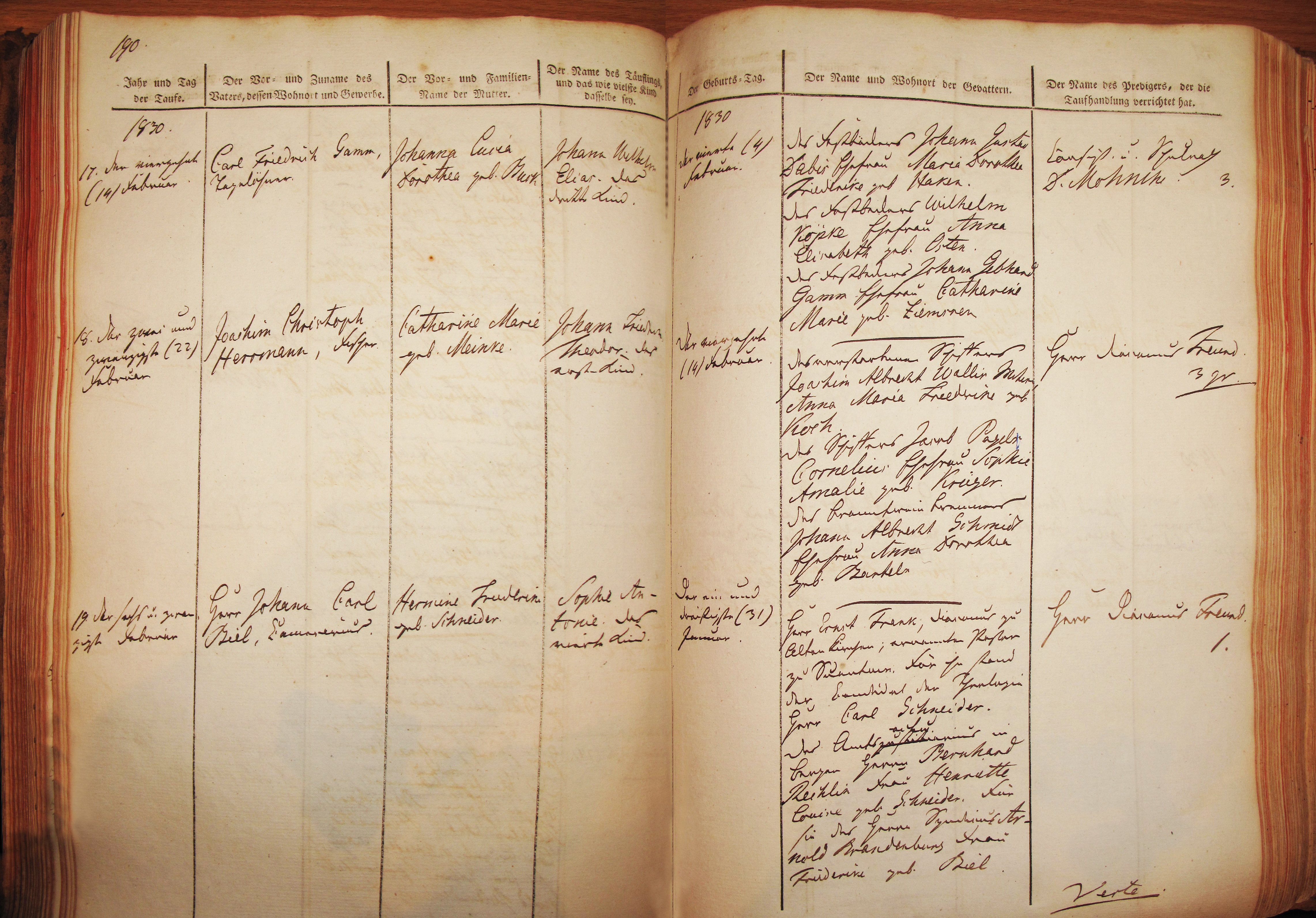
Seite aus dem Kirchenbuch mit Geburts- und Taufdatum, Eltern und Paten

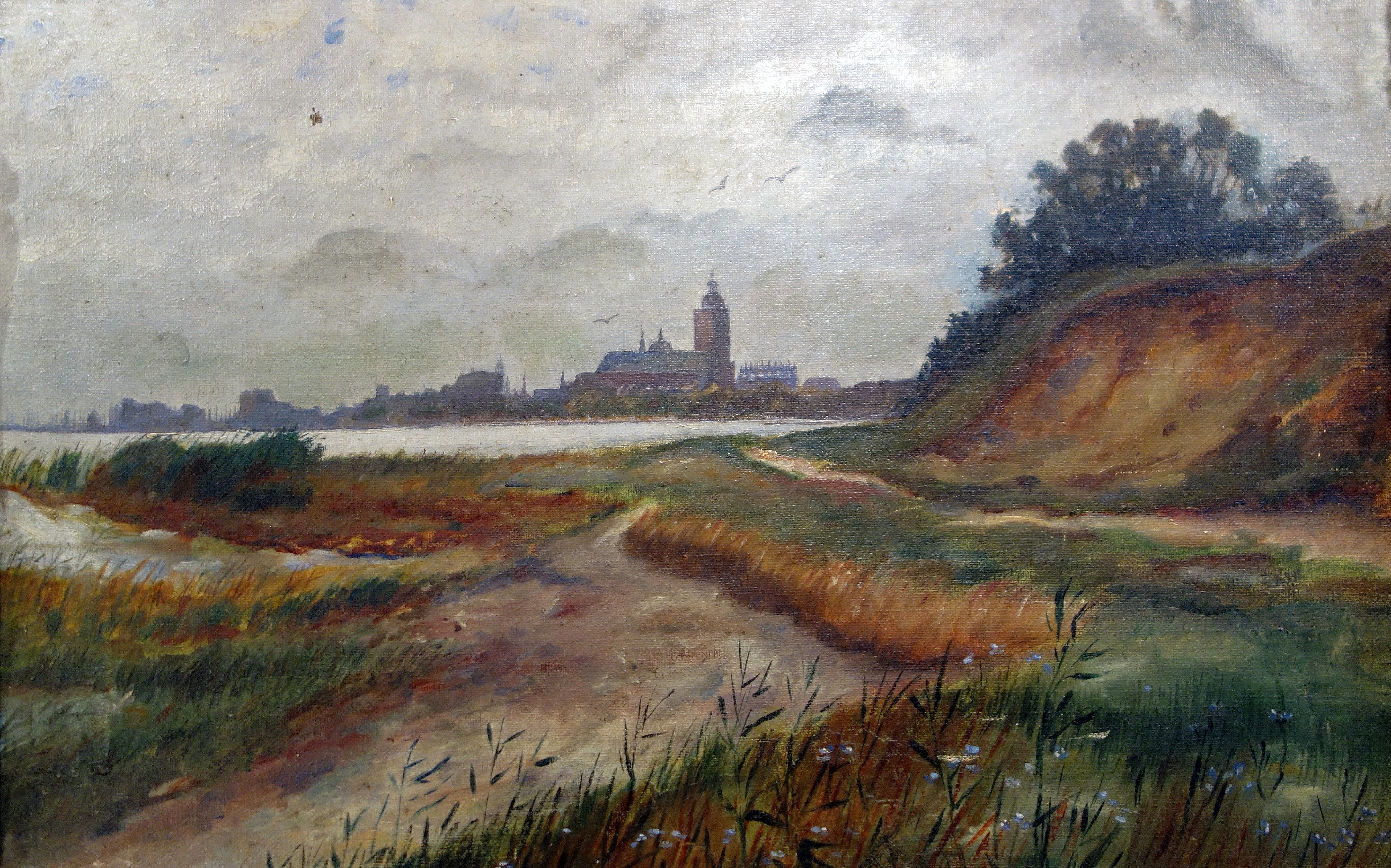
Blick auf Stralsund

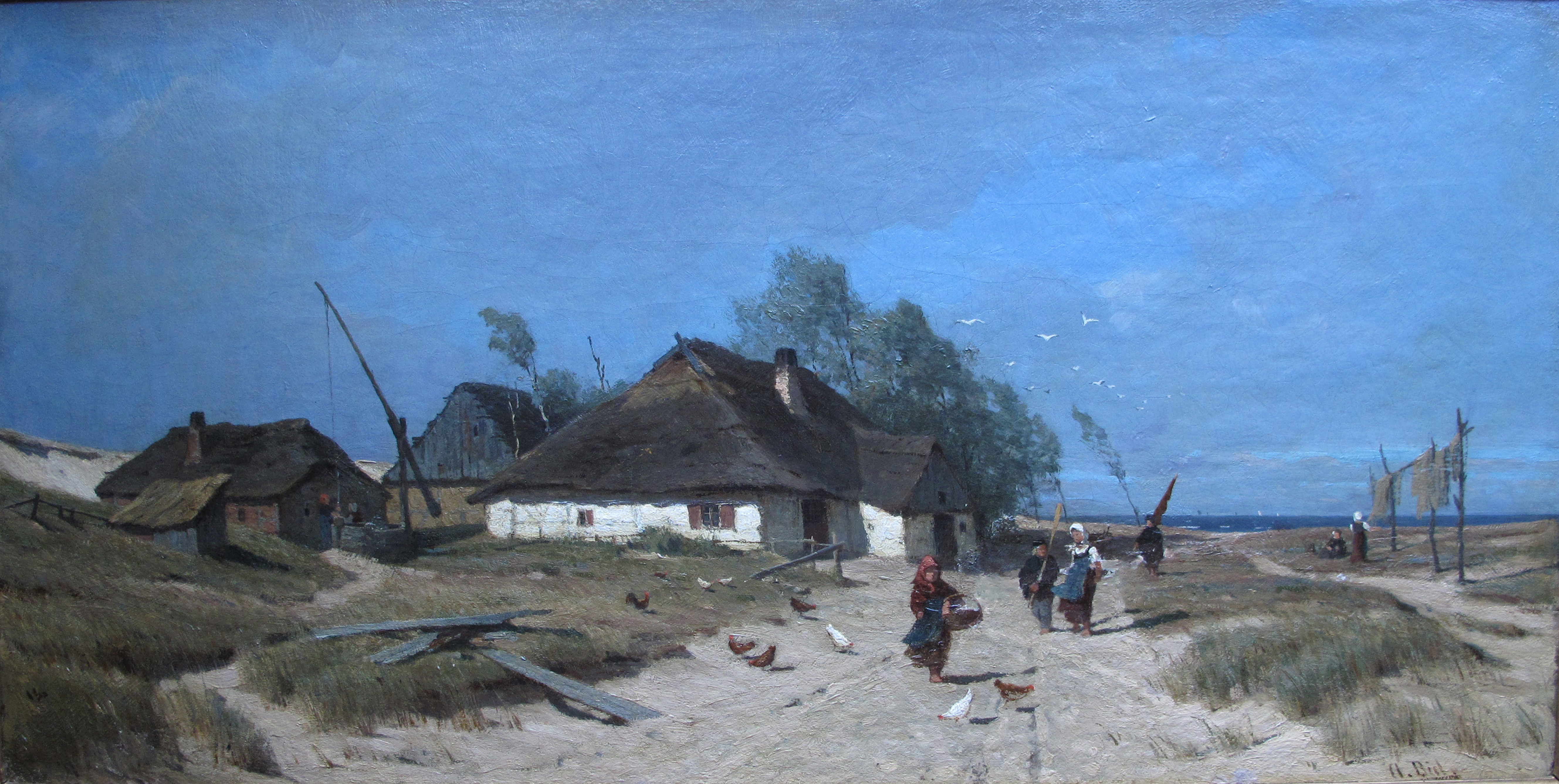
Gemälde „Auf Hiddensee“ 45,5 × 90 cm, Öl auf Leinwand, signiert, undatiert

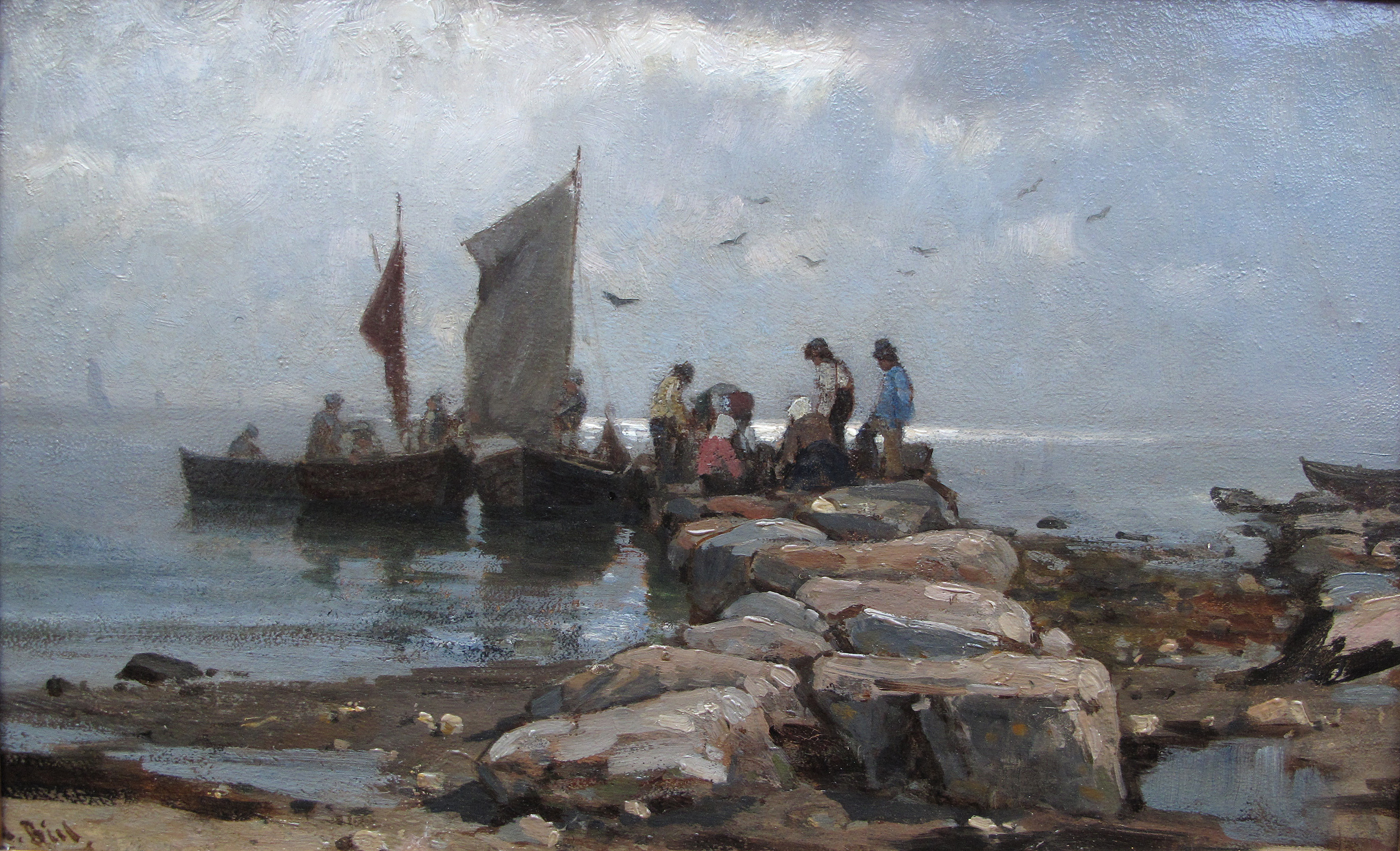
Ölstudie „Anlandende Fischer“ 20 × 32 cm, Öl auf Malkarton, signiert, undatiert. Ein auf den ersten Blick identisches Bild „Meeresküste auf Rügen mit Steindämmen“ befindet sich im Bestand des Kupferstichkabinetts Berlin. Es fehlen Boot und Fischer, der Steindamm ist identisch

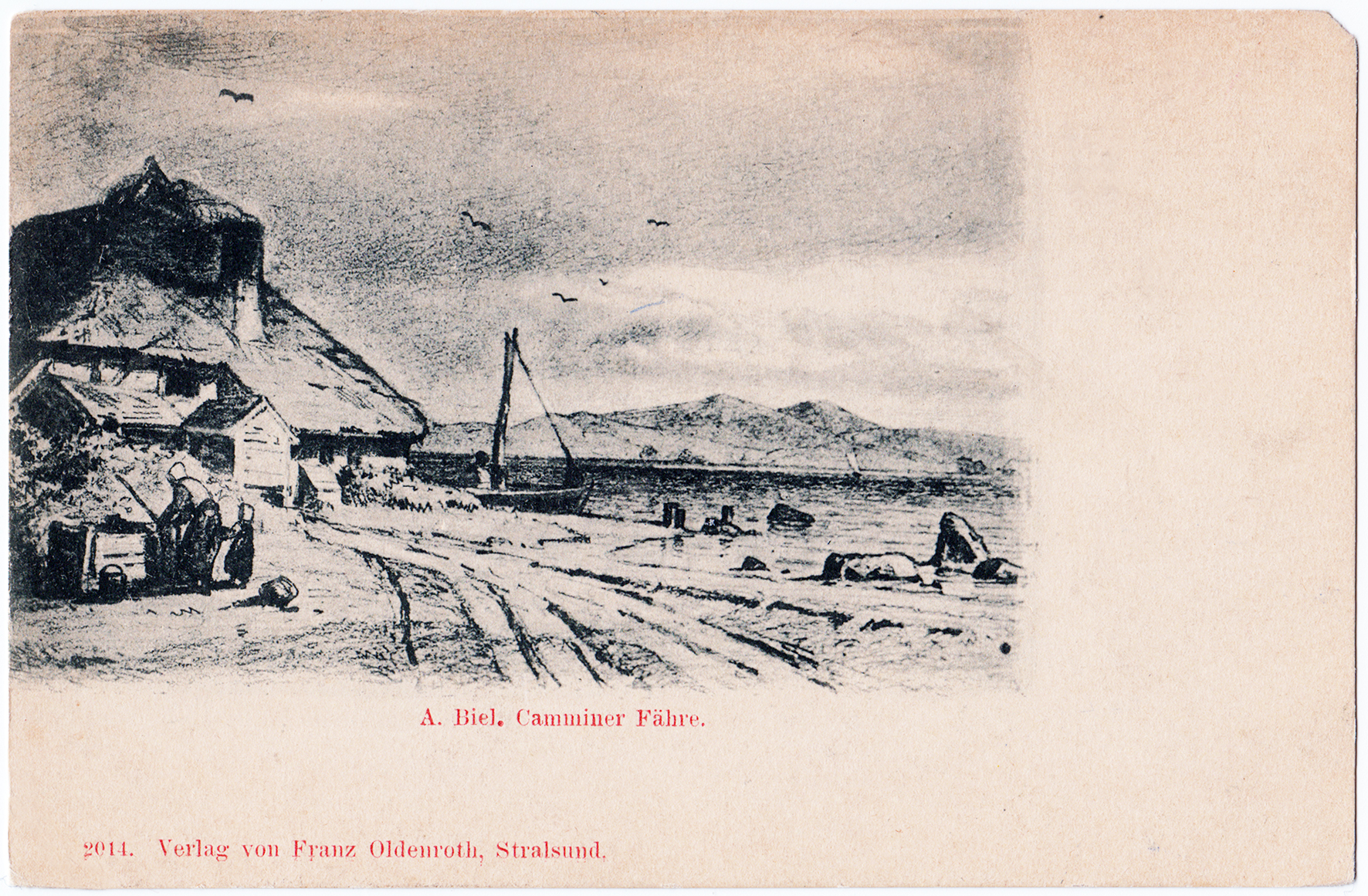
Darstellung der „Camminer Fähre“ (auf Rügen, ursprünglich zwischen Cammin und Vieregge verkehrend) auf einer Ansichtskarte nach einer Bleistiftzeichnung von Antonie Biel. Das signierte, undatierte Original befindet sich im Besitz des Kulturhistorischen Museums der Hansestadt Stralsund.

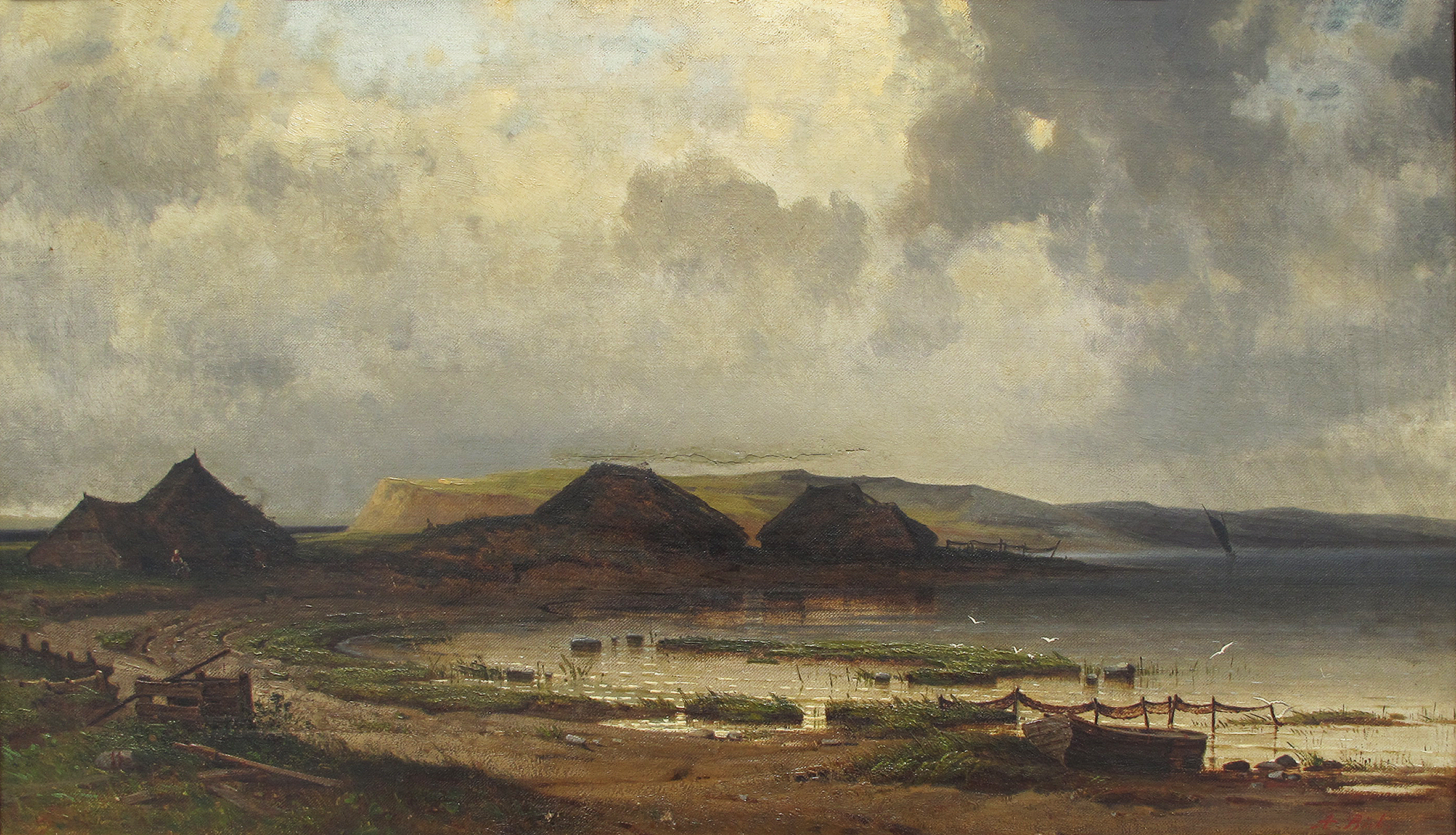
„Fischerdorf auf (Rügen???)“, 1866, Öl auf Leinwand, Maße: H 34,5 cm × B 60,0 cm. Der Keilrahmen trägt große Nummern: „82“ und „387“ Das Gemälde wurde in den 1950er Jahren auf einem Schutthaufen in Gager auf Mönchgut gefunden und 1974 für einen Finderlohn von 100,00 M an die Mönchguter Museen übergeben. 1976 erfolgte die Restaurierung im Kulturhistorischen Museum Stralsund. Es befindet sich heute im Besitz der Mönchguter Museen

Antonie Biel wurde 1830 in Stralsund als letztes von vier Kindern des Juristen und Ratsmitglieds Johann Carl Biel (1783–1837) und der Hermine Friederica, geborene Schneider, geboren. Antonie Biel war von zarter Gestalt und gesundheitlich sehr anfällig. Ihre erste Lehrerin im Zeichnen war ihre begabte Mutter, die das Talent ihrer Tochter erkannte und ihr frühzeitig erste Anweisungen zur Handhabung des Stiftes beibrachte. Schnell erkannte sie, welchen Beruf sie einmal ausüben wollte, und ließ sich durch nichts davon abbringen. Ihrer Mutter wurde schnell klar, dass sie mit ihren begrenzten Fähigkeiten und Möglichkeiten der weiteren Entwicklung des Talents der Tochter nicht mehr gerecht werden konnte. Fortan erhielt Antonie daher einen gründlichen, fachmännischen Unterricht bei einem Zeichenlehrer, wahrscheinlich Johann Wilhelm Brüggemann. Nach dem frühen Tod ihres Vaters – Antonie Biel war gerade sieben Jahre alt – mischten sich die zahlreichen Verwandten zunehmend in die Erziehung der Kinder ein und versuchten, den eigensinnigen Wünschen der jüngsten Tochter entgegenzuwirken. In den vierziger und fünfziger Jahren des 19. Jahrhunderts war es in ganz Deutschland für eine Frau fast unmöglich, einen Beruf zu erlernen und später auszuüben. Antonie konnte ihre Zeichenstudien in Stralsund nur heimlich fortsetzen und musste ihren nächsten Verwandten fortwährend versichern, dass es ihr mit dem Zeichnen nicht ernst sei.
Die wohl älteste, noch erhaltene Zeichnung von Antonie Biel befindet sich in der Sammlung von Stammbüchern des Kulturhistorischen Museums der Hansestadt Stralsund. Darunter befindet sich das Stammbuch einer Auguste aus den Jahren 1842/43, in welches sich Antonie Biel als Zwölfjährige mit folgenden Zeilen eintrug:

„Nicht an die Güter hänge Dein Herz,

Die das Leben vergänglich zieren.

Wer besitzt, der lerne verlieren,

Wer im Glück ist, der lerne den Schmerz“

Die mit dem Spruch beschriebene Seite ziert eine blonde Haarlocke von Antonie Biel. Das zweite Blatt in diesem Stammbuch ist ein Blumenaquarell aus Antonie Biels Hand, welches eine rosarote Rose darstellt.
Um den allgemeinen Argwohn zu beschwichtigen, nahm Antonie Biel ständig an Kaffeegesellschaften bei Verwandten und Freunden teil, was sie als eine Vergeudung wertvoller Zeit für Studien ansah; die Zeit der Heimlichtuerei dauerte noch Jahre an. Bilder aus der Zeit vor ihrem Weggang aus Stralsund, wie z. B. die Darstellung des Bergener Marktplatzes, sind eher eine Seltenheit.
Biel war gerade erst 21 Jahre alt, als sie auch noch ihre Mutter verlor, jedoch hatte ihre älteste Schwester Johanna längst das Talent der Jüngsten wahrgenommen. Sie war fortan nicht nur Ersatzmutter, sondern gleichermaßen die größte Unterstützerin, Bewunderin und Freundin. Johanna begleitete ihre jüngere Schwester auf ihren Studienreisen, endlich war es ihr gelungen, aus der Enge der Stadt Stralsund auszubrechen, um in fremder Umgebung das eigene Talent zur Vollendung zu bringen. War bisher der Bleistift ihr einziges Malwerkzeug, sollte sie sich in den nächsten Jahren mehr und mehr dem Ölbild widmen.

### Ausbildung 1857–1858
Im Jahre 1857 verließ Antonie Biel erstmals, wenn auch nur kurz, zu Ausbildungszwecken die Stadt Stralsund. Sie begann ihre Studien als Atelierschülerin bei Wilhelm Schirmer. Dieser war seit dem Jahre 1835 Mitglied, ab 1839 Lehrer an der Landschaftsklasse der Königlichen Akademie der Künste und ab dem Jahre 1852 Mitglied des akademischen Senats. Da es Antonie Biel nicht gestattet war, als Schülerin der Akademie beizutreten, Schirmer aber ihr Talent sofort erkannt hatte, bot er ihr an, sie in seinem Atelier zu unterrichten. Für mehrere Monate blieb Antonie Biel nun bei Wilhelm Schirmer und erlernte bei ihm den Umgang mit Leinwand und Ölfarbe, spielte sich mit der Eigengesetzlichkeit dieser Technik ein, die so völlig anders war als das ihr geläufige Zeichnen. Als sie kurze Zeit nach ihrer Rückkehr nach Stralsund ein Bild nach Berlin zu einer Ausstellung einreichte und dieses zu ihrer und ihrer Schwester Freude angenommen wurde, war beiden klar, was ihre Schwester zum Ausdruck brachte:

„Antonie, wir dürfen es niemand hier in Stralsund sagen. Niemand darf es wissen. Wie Dich Onkel und Tanten und Freunde ansähen, wenn es bekannt würde, daß ein Bild vor Dir ausgestellt oder gar verkauft wird. Die Schande würden die anderen nicht überleben. Wir müssen uns nun entscheiden. Du mußt hier weg, raus aus Stralsund. Nach Berlin. Ich gehe mit Dir.“

Um die Brücken in die pommersche Heimat nicht gänzlich abzubrechen, behielten die Schwestern in Stralsund ein kleines Absteigequartier. Nachdem Antonie Biel noch einmal für einige Monate im Atelier von Wilhelm Schirmer in Berlin gearbeitet hatte, begannen für sie zehn Lern- und Wanderjahre, die sie vor allem nach West- und Süddeutschland führten. Die nächste Station in ihrem Leben war Düsseldorf. Zusammen mit ihrer Schwester siedelte sie dorthin über, da sie sich von der Persönlichkeit und der Kunst Carl Friedrich Lessings angezogen fühlte. Dieser war ein Historienmaler der Düsseldorfer Schule und ein Absolvent der Kunstakademie Düsseldorf. Vergleicht man Antonie Biels Bilder mit denen von Lessing ist zweifellos erkennbar, dass er den wohl stärksten und nachhaltigsten Einfluss auf ihr späteres Schaffen ausgeübt hat. So ist es nicht verwunderlich, dass sie, als Lessing im Jahre 1858 zum Galeriedirektor nach Karlsruhe berufen wurde, diesem dorthin folgte, die uneigennützige Schwester ebenfalls.

### Aufenthalt in Karlsruhe und Studienreisen
1862, Antonie Biel hielt sich zu dieser Zeit noch in Karlsruhe auf, war sie nach 1860 erneut mit zwei Bildern in Berlin auf einer Ausstellung vertreten (die Bilder werden im Ausstellungskatalog mit Hinweis auf Karlsruhe genannt). Den Einfluss, den Lessings Schule auf Antonie Biel ausgeübt haben mag, sieht man auf einem Bild, welches im Jahre 2004 auf einer Auktion angeboten wurde, und dem Stil ihres Lehrers entsprach, obwohl die Darstellung von Wolken und Licht noch nicht so ausgeprägt waren, wie bei ihrem Vorbild. In all den Jahren ihrer Lehr- und Wanderzeit wurde Antonie Biel von ihrer Schwester begleitet. Ihre Reisen führten sie in den Sommermonaten zu Landschaftsstudien in den Harz, den Schwarzwald, an den Chiemsee und in die Schweiz oder nach Skandinavien und in ihre Heimat, an die pommerschen Küsten. Einige ihrer auf der Gedenkausstellung im Jahre 1881 in Berlin gezeigten Arbeiten lassen sich auf Grund der Titel auch ohne genauere Datierung in diese Zeit einordnen. Überall machte sich Antonie Biel mit der Landschaft vertraut und fertigte unzählige Skizzen an. Sie versuchte, die Unterschiede der einzelnen Landschaften zu erfassen, wobei ihr die Motive der Küste am besten gelangen. Zeichnungen und Ölbilder waren das Ergebnis dieser Studienfahrten, die sie ab 1860 regelmäßig auch zu Kunstausstellungen nach Berlin einreichte. Die Wintermonate waren gekennzeichnet von unermüdlicher, angestrengter Arbeit im Atelier. In Karlsruhe, wo sie zu dieser Zeit noch immer ihr festes Domizil hatte, traf sie auch den Norweger Hans Gude wieder, den sie bereits aus Düsseldorf kannte und der 1864 an die Karlsruher Akademie kam. Auch er beeinflusste Antonie Biels Malkunst und Technik. Den Einfluss Gudes auf die Sicht- und Malweise erkennt man deutlich, wenn man Bilder beider vergleicht, die etwa zur gleichen Zeit entstanden. Beispiele dafür findet man in zahlreichen Gemäldegalerien. Möglicherweise hat sie Gude sogar begleitet auf seinen Reisen, da auch er während dieser Zeit den Chiemsee als Motiv wählte. Auf der Berliner Kunstausstellung 1864 war Antonie Biel mit zwei Strandbildern von der Ostseeküste vertreten. Wahrscheinlich gehörte dazu auch das mit „Meeresstrand“ betitelte Werk, welches anlässlich der 2. Lotterie des Zentral-Dombau-Vereins zu Köln am 12. Januar 1867 zur Verlosung kam.
Den Abschluss der ausgedehnten Studienreisen bildete schließlich 1866 ein mehrmonatiger Aufenthalt in Paris. Nach eigenen Aussagen hat Antonie Biel erst während der Zeit in Paris verstanden, was Malen eigentlich sei. Sie habe in Paris erst ihre eigentliche Kunsttaufe erhalten, nach der für sie ein beharrlicher Kampf mit der Maltechnik begonnen habe. Anschließend siedelten Antonie Biel und ihre Schwester endgültig nach Berlin über.

### Übersiedlung nach Berlin
Antonie Biel hatte sich über die Jahre einen beachtlichen Ruf erworben, sie fand nicht nur unter Künstlern und Kritikern aufrichtige Anerkennung, sondern gewann viele Verehrer ihrer Kunst, denen es schwerfiel zu begreifen, dass A. Biel nicht Anton, sondern Antonie bedeutete. Die Zeit war noch nicht reif, die der Frau eine gleichberechtigte Stellung in der Gesellschaft zusicherte. So war es nicht verwunderlich, dass Antonie Biel, als im Frühjahr 1867 der Verein der Künstlerinnen und Kunstfreundinnen zu Berlin gegründet wurde, zu dessen ersten Mitgliedern zählte. Der Nachfolgeverein besteht noch heute unter dem Namen Verein der Berliner Künstlerinnen 1867 e. V.

### Berliner Kunstszene

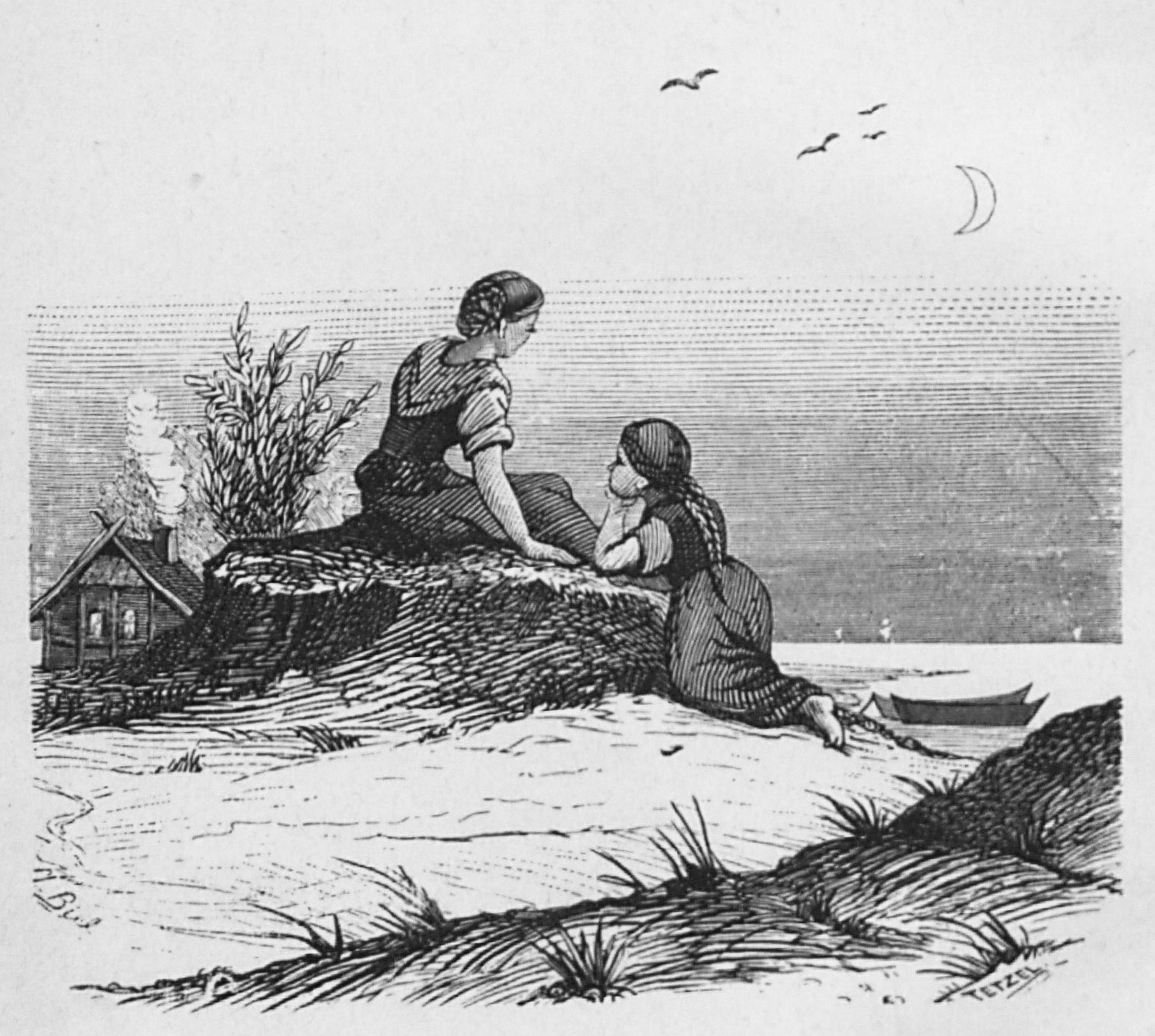
Antonie Biel: Illustration zur Novelle Eva von Marie Giese

Im Jahre 1870 wagte Antonie Biel einen Abstecher in ein ihr bis dahin unbekanntes Metier, die Buchillustration. Im Börsenblatt für den deutschen Buchhandel und die mit ihm verwandten Geschäftszweige Nr. 245 vom 24. Oktober 1870 erschien die Ankündigung des Erscheinens einer Novelle von Marie Giese mit dem Hinweis auf eine Illustration von Antonie Biel.
Die nachgewiesene Präsenz von Werken Antonie Biels auf Ausstellungen in und außerhalb von Berlin belegen, dass es ihr langsam aber stetig gelang, sich in einer von Männern dominierten Welt einen Namen zu machen. Anfangs noch als „talentvolle“ Künstlerin bezeichnet, deren Bilder als „recht gediegen“ bewertet werden, wird sie später nach Ausstellungen in den höchsten Tönen gelobt. Ein bereits auf Sachses permanenter Kunstausstellung in Berlin gezeigtes Bild wird 1862 nach einer Ausstellung des Berliner Kunstvereins wie folgt analysiert und beschrieben:

„An Landschaften haben wir nur wenig Bedeutendes hervorzuheben. Antonie Biels „Heide auf Rügen“ zeigt aufs Neue das Bestreben der höchst talentvollen Künstlerin, das poetische Element der Natur zur anspruchslosen aber wirkungsvollen Geltung zu bringen. Ihre Landschaften, besonders aber die genannte, tragen meist das Gepräge einer gewissen wohltuenden Versöhnung melancholischer Formeneinfachheit mit lebendiger Lichtwirkung. Sie ist daher niemals bloße Kopistin der Natur, noch weniger Realistin im materiellen Sinne des Wortes, am wenigsten aber Malerin von „schöner Gegend“; aber ihre Bilder sprechen an die Seele und senken sich, je länger angeschaut, desto tiefer ins Herz. Wir können nicht umhin, es auszusprechen, daß – wie man auch hier und da an ihrer Technik etwas zu bemängeln haben könnte – ihre Anschauung der Natur die wahrhafte, weil künstlerisch wirksamste ist.“

## Ausstellungskalender 1860–1881
- 1860 42. Kunstausstellung der königlichen Akademie der Künste Berlin[3] (im Nachtrag zum bereits gedruckten Katalog wird sie irrtümlich Anna Biel aus Stralsund genannt)
- 1861 Sachses permanente Gemäldeausstellung Berlin
- 1861 akademischen Kunstausstellung
- 1862 Sachses permanente Gemäldeausstellung Berlin
- 1862 43. Kunstausstellung der königlichen Akademie der Künste Berlin[4]
- 1864 44. Kunstausstellung der königlichen Akademie der Künste Berlin[5]
- 1865 14. Ausstellung des Kunst-Verein zu Gotha
- 1866 45. Kunstausstellung der königlichen Akademie der Künste Berlin[6]
- 1867 Berliner Kunstschau, Ausstellung des Kunstvereins und Lepkes Salon
- 1867 Ausstellung der Königlichen Akademie der Künste Berlin
- 1867 Erste Ausstellung des Vereins der Künstlerinnen und Kunstfreundinnen Berlin
- 1868 46. Ausstellung der Königlichen Akademie der Künste Berlin[7]
- 1869 Internationale Kunstausstellung München
- 1869 Zweite Ausstellung des Vereins der Künstlerinnen und Kunstfreundinnen Berlin
- 1870 Permanente Ausstellung des Vereins Berliner Künstler
- 1870 47. Ausstellung der Königlichen Akademie der Künste Berlin[8]
- 1871 Dritte Ausstellung des Vereins der Künstlerinnen und Kunstfreundinnen Berlin
- 1871 Ausstellung der Münchener Künstler-Genossenschaft im königlichen Glaspalast zu München
- 1872 48. Kunstausstellung der königlichen Akademie der Künste Berlin[9]
- 1873 Vierte Ausstellung des Vereins der Künstlerinnen und Kunstfreundinnen Berlin
- 1874 49. Kunstausstellung der königlichen Akademie der Künste Berlin[10]
- 1876 50. Kunstausstellung der königlichen Akademie der Künste Berlin[11]
- 1877 51. Kunstausstellung der königlichen Akademie der Künste Berlin[12]
- 1878 Sechsten Ausstellung des Vereins der Künstlerinnen und Kunstfreundinnen Berlin
- 1878 52. Kunstausstellung der königlichen Akademie der Künste Berlin[13]
- 1879 53. Kunstausstellung der königlichen Akademie der Künste Berlin[14]
- 1880 Siebente Ausstellung des Vereins der Künstlerinnen und Kunstfreundinnen Berlin
- 1881 12. Ausstellung der Nationalgalerie Berlin[15]

## Werke
Werke Biels sind in der Nationalgalerie Berlin, im Muzeum Narodowe w Szczecinie, im Mönchguter Museum sowie im Kulturhistorischen Museum Stralsund und dem Kunstmuseum Ahrenshoop zu sehen. Zahlreiche Werke gelangten auf Auktionen in Privatbesitz.